# Diaphorus parapraestans
Diaphorus parapraestans är en tvåvingeart som beskrevs av Dyte 1980. Diaphorus parapraestans ingår i släktet Diaphorus och familjen styltflugor. Inga underarter finns listade i Catalogue of Life.